# 1757 Porvoo
1757 Porvoo је астероид главног астероидног појаса чија средња удаљеност од Сунца износи 2,350 астрономских јединица (АЈ).
Апсолутна магнитуда астероида је 13,36.